# Вулиця Петра Калнишевського (Нікополь)
Вулиця Петра Калнишевського — вулиця у місті Нікополь. Пролягає від вулиці В'ячеслава Чорновола до вулиці Героїв Холодного яру. 

## Перехрестя
- вулиця Соборна
- вулиця Дмитра Павличка
- вулиця Надежкіна
- вулиця Лисенка
- вулиця Малиновського
- вулиця Івана Мазепи
- вулиця Героїв Чорнобиля
- вулиця Пилипа Орлика
- вулиця Каштанова
- алея Каштанова
- вулиця Педагогічна
- вулиця Богуна

## Історія
З радянських часів вулиця носила назву на честь космонавта Юрія Гагаріна. 2023 року Нікопольська міська рада перейменувала вулицю Гагаріна на честь останнього кошового отамана Петра Калнишевського.